# Південь США
33°54′ пн. ш. 89°30′ зх. д. / 33.9° пн. ш. 89.5° зх. д.

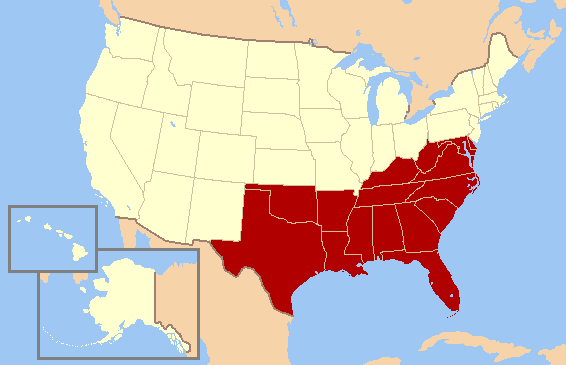
Південь США

Південь США (англ. The American South,  The South; неформальні назви — Діксі, Діксіленд, Dixie, Dixieland) — важливий економіко-географічний та історико-культурний регіон США, розташований на південному сході країни. У світовій історіографії здобув популярність завдяки поширенню крайніх форм експлуатації темношкірих рабів класом білих плантаторів англо-саксонського походження, які організували Конфедеративний сепаратистський рух, що призвело до Громадянської війни в 1861—1865 роках, а потім, у період Реставрації, крайнім формам дискримінації і сегрегації населення за расовою ознакою. Своєрідний побут і плантаційна культура Півдня США склалися в період британської колонізації Північної Америки і кілька еволюціонували після здобуття країною незалежності. У другій половині XX століття, в результаті боротьби негритянського населення за свої права, життєвий уклад Півдня зазнав істотних змін. Змінилася і демографічна ситуація, оскільки в результаті масової міграції білих на південь, чорні перетворилися на меншість. Тим не менше, їх частка в більшості південних штатів вище середньої по країні, досягаючи піку в штаті Міссісіпі (38 % за оцінкою на 2007 рік). Усередині цього великого регіону нині виділяються кілька субрегіонів, досить відмінних один від одного по демографії, культурі, а також темпам економічного і соціального розвитку.

## Історія
Територія Сполучених Штатів Америки поділяється на три найбільших регіони: промисловий переважно «біла» Північ США, колишній рабовласницький Південь зі значною негритянською меншістю і колонізований Захід, де помітна присутність латиноамериканського елемента. До Півдню США відносять переважно штати які в 1861—1865 роках складали так звану Конфедерацію.
Президент Ендрю Джонсон взявся за, так звану, реконструкцію Півдня, яку можна було провести лише спираючись на широкі кола населення. Специфіка соціальної структури Півдня свідчила про те, що перебудова соціального і політичного життя південних штатів залежала від дрібних фермерів та орендаторів. Перше, що зробив президент Джонсон — амністував усіх колишніх конфедератів, за винятком їхніх лідерів. Він повернув їм усе майно, окрім рабів. Кожен штат колишньої Конфедерації глава держави зобов'язав скликати з'їзди білих представників, на яких виробити нові Конституції штатів. Тільки в цьому випадку штату дозволялося формувати уряд і відправляти прохання про відновлення у Союзі.

## Рельєф
Рельєф Півдня переважно представлений низовиною, оскільки в недалекому минулому був дном Атлантичного океану або Мексиканської затоки. З півночі на південь його перетинає долина річки Міссісіпі і багато інших повноводних річок. В районі штатів Теннесі, Кентуккі, Північної і Південної Кароліни і Вірджинії розташована невисока сильно зруйнована гірська система Аппалачі, що простягнулася із південного заходу на північний схід.

## Клімат
Південь США відрізняється від Півночі насамперед своїм кліматом. Території південних рівнин лежать на одній широті з Єгиптом. Влітку і на початку осені сюди проникає жарке вологе повітря з Мексиканської затоки, що несе тропічні урагани, що викликають величезні збитки. Вологість повітря досягає 100 %, температури самого жаркого місяця — серпня досягають +36 +38 °C (100 °F). Однак через свою незахищеність від Великих рівнин з їх холодними повітряними фронтами, зими на півдні легковажні, дощові і досить прохолодні для тридцятої широти. Майже кожну ніч можливі заморозки до −7 °C, вдень повітря знову прогрівається до +12 °C. Під час проходу грозових фронтів можливі смерчі і торнадо, що приносять руйнування і жертви, часті повені, а взимку — ожеледь і ожеледиця. На крайньому заході півдня — в Техасі — клімат більш посушливий, переважають субтропічні степи. У Південній половині п-ва Флорида — вологий тропічний. Клімат визначає рослинний і тваринний світ Півдня країни. Північні і гірські райони південних штатів розташовані в помірній зоні (Штати Кентуккі і Вірджинія). За ступенем зволоження, південні штати розпдаються на три зони: вологу (східніше від долини річки Міссісіпі), включаючи заболочене Атлантичне узбережжя, слабо посушливу (центральна і східна територія Техасу) і посушливу (пустельний захід Техасу, який, втім, скоріше ставиться до Заходу США). В цілому, сонячний і жаркий клімат півдня сприятливий для вирощування деяких теплолюбних культур, таких як бавовник, соя і виноград — мускадін. Але такі середземноморські культури як маслини, цитрусові і гранати ростуть погано, оскільки вони не переносять високої вологості влітку і частих заморозків взимку при дуже вітряній погоді. Візитними картками півдня є наступні рослини: болотний кипарис, іспанський мох, акліматизовані ліани бур'яну кудзу, білі квіти американського кизил а, різні магнолії, мирт і рододендрон, взимку — квітуча камелія і братки. Символами півдня є також бавовник, горіх — пекан, азалія і гібіскус (суданська троянда). З фруктових рослин — хурма, персик і фіга. Сучасний рослинний світ Півдня США в цілому нагадує вологі субтропіки Чорноморського узбережжяУкраїни.

## Кулінарія
Кухня Півдня країни відображає його клімат, культуру і традиції як поселенців північної Європи, так і рабів, завезених з Африки. Популярні яблучний пиріг, Пекановий пиріг, різноманітні соуси і запіканки, барбекю, боби, смажене курча, гостра їжа. Традиційним прохолодним напоєм півдня вважається холодний чай (чай з льодом).

## Демографія
Корінним населенням півдня США до початку британської колонізації на початку XVII були різні індіанські племена. Через їх вільний, напівкочовий спосіб життя, а також через відсутність імунітету від багатьох європейських хвороб, пізніше в результаті насильницького згону з займаних ними земель, чисельність індіанців швидко скоротилася. Першими з європейців тут стали селитися іспанці, потім французи (іноді пірати). Білі англосаксонські протестанти розпочали масово захоплювати землі та ліси. Колоніальна британська еліта склала основу правлячого класу колоній, хоча основну масу білих поселенців становили вільні фермер и-колоністи невисокого статку (так звані реднекі), змушені емігрувати через малоземелля в Британії. Процес британської колонізації поширювався зі сходу на захід і мав украй жорстокі форми. Першими кольоровими меншинами в США були різноманітні індіанські племена (червоношкірі) і так звані напівкровки. В результаті работоргівлі з Африкою та країнами Карибського басейну, до них додалися близько 500 тис. негрів-рабів. З поширенням плантаційного господарства та рабства найбільшим меншістю півдня стали завезені негр и з Африки і їх нащадки — афроамериканці. У результаті природного приросту їх число перевищило 4 млн до 1860 року. Більшість негрів було задіяно саме у сільському господарстві Півдня США. До початку XX століття афроамериканці становили абсолютну більшість населення (до 75 % в різний час піку) в трьох південних штатах: Луїзіана, Південна Кароліна і Міссісіпі . У цей період у більшості південних штатів у 1800—1900 роки мало негритянське більшість до масового напливу іммігрантів з Європи в першій половині XX століття а. Так, у Південній Кароліні у XVIII столітті негри становили до 75 % від усього населення і негритянська більшість зберігалася аж до середини 1920-х років. У Міссісіпі чорна більшість зберігалася аж до середини 1940-х років до початку масової міграції чорних на північ США (сучасний показник — 38 %). У Луїзіані афроамериканська і афрокреольска більшість поступово зійшла нанівець до 1900 року і нині становить 31 %. Приблизно в цей же час у трьох інших південних штатах — Джоржії, Алабамі та Флориді — чорношкіре населення становило від 45 % до 48 % населення. У Техасі кількість чорношкірих в період найвищого розквіту рабства досягла 30 %.

## Районування
Усередині Півдня країни виділяються наступні субрегіони:
- Верхній Південь США: штати Теннесі, Кентуккі, Арканзас, південні райони штатів Огайо, Міссурі, Індіана та ін
- Глибокий Південь: штати Луїзіана, Міссісіпі, Алабама — найконсервативніша частина американського півдня і найполяризованіша за расовою ознакою (найяскравіша де факто сегрегація).
- Міцний Південь: штати, політичні пристрасті населення яких традиційно поляризовані за расовою ознакою. Понад 90 % білих голосують за республіканців, а понад 90 % чорних за демократів. До середини XX століття — навпаки.
- Старий Південь США: південні штати, які виникли ще за часів британської колонізації: Джорджія, Північна Кароліна, Вірджинія, Меріленд, Делавер, Південна Кароліна.
- Новий Південь США: південні штати, які зуміли пройти успішну модернізацію економічного та соціального життя у другій половині XX століття і відійти від традиційної південної системи: Флорида, Вірджинія, агломерація р. Атланта в Джорджії, яка існує як би у відриві від провінційних районів штату.
- Буферний Південь: буферні штати між північчю і півднем: Меріленд, Делавер,
- Нетрадиційний Південь: Західна Вірджинія — гірський штат з традиційно низьким рівнем життя (хіллбіллі)

## Список штатів
Техас, Джорджія, Вірджинія, Північна і Південна Кароліна, Теннесі, Кентуккі, Арканзас, Луїзіана, Міссісіпі, Алабама, Меріленд, Делавер, Флорида, Оклахома.